# Nguyễn Thị Thật
Nguyễn Thị Thật (* 6. März 1993 in Long Xuyên) ist eine vietnamesische Radsportlerin.

## Sportliche Laufbahn
Seit 2011 ist Nguyễn Thị Thật im Straßenradsport international aktiv. In ihrem ersten Jahr startete sie bei den Junioren-Weltmeisterschaften im Straßenrennen und belegte Platz 56. 2012 wurde sie Achte der Tour of Thailand. Im Jahr darauf errang sie Bronze bei den Südostasienspielen und belegte Platz fünf im Straßenrennen der asiatischen Meisterschaften. Bei den Asienspielen 2014 belegte sie Rang zwei im Straßenrennen. 2015 gewann sie eine Etappe der Tour of Thailand und wurde Dritte der Gesamtwertung. Im selben Jahr errang sie bei den Südostasienspielen zwei Medaillen, Gold im Straßenrennen und Silber im Kriterium. 2017 entschied Nguyễn zwei Etappen der Tour of Thailand für sich und verbesserte ihren Platz in der Gesamtwertung im Vorjahr auf zwei, zudem gewann sie erneut die Goldmedaille im Straßenrennen der Südostasienspiele.
Im Februar 2018 wurde Nguyễn als erste Vietnamesin Asienmeisterin im Straßenrennen. Kurz nach den Meisterschaften reiste sie in die Schweiz, um im Centre Mondial du Cyclisme des Radsportweltverbandes UCI an einem dreimonatigen Lehrgang teilzunehmen. Im Mai 2018 gewann sie das hochklassig besetzte belgische Rennen Dwars door de Westhoek. 2019 wurde sie Mitglied im belgischen Team Lotto Soudal Ladies. Für das Team belegte sie im Februar 2019 bei der ersten Austragung des Eintagesrennens der Vuelta a la Comunitat Valenciana Feminas Rang drei. Es folgten der Sieg bei der Tour of Zhoushan Island und beim Grand Prix de Fourmies sowie zum Saisonabschluss der Gewinn des Straßenrennens bei den Südostasienspielen.
Aufgrund der COVID-19-Pandemie musste Nguyễn Thị Thật  ihre Karriere unterbrechen und blieb 2020 und 2021 ohne internationale Renneinsätze. Erst in der Saison 2022 machte sie wieder auf sich aufmerksam, als sie erneut bei den Asienmeisterschaften und den Südostasienspielen die Straßenrennen gewann. Daraufhin erhielt sie zur Saison 2023 einen Vertrag beim UCI Women’s WorldTeam Israel Premier Tech Roland. Mit der Nationalmannschaft gewann sie eine Etappe der Tour of Thailand. Bei den Asienmeisterschaften und den Südostasienspielen verteidigte sie beide Titel aus dem Vorjahr erfolgreich. Zudem wurde sie 2023 erste vietnamesische Meisterin im Straßenrennen. Durch den Sieg bei den Asienmeisterschaften hatte sie sich einen Startplatz für das olympische Straßenrennen 2024 in Paris gesichert, als erste vietnamesische Teilnehmerin im Straßenradsport überhaupt. Sie beendete den Wettkampf auf dem 73. Platz. 

## Erfolge
2013
- Südostasienspiele – Straßenrennen

2014
- Asienspielesieger – Straßenrennen

2015
- eine Etappe Tour of Thailand
- Südostasienspielesieger – Straßenrennen
- Südostasienspiele – Kriterium

2017
- zwei Etappen Tour of Thailand
- Südostasienspielesieger – Straßenrennen

2018
- Asienmeisterin – Straßenrennen
- eine Etappe Tour of Thailand
- Dwars door de Westhoek

2019
- Tour of Zhoushan Island I
- Grand Prix de Fourmies Féminin
- Südostasienspielesieger – Straßenrennen

2022
- Asienmeisterin – Straßenrennen
- Südostasienspielesieger – Straßenrennen

2023
- Asienmeisterin – Straßenrennen
- Südostasienspielesieger – Straßenrennen
- Südostasienspiele – Kriterium
- eine Etappe, Punkte- und Bergwertung Tour of Thailand
- Vietnamesische Meisterin – Straßenrennen

2024
- zwei Etappen Tour of Thailand
- Asienmeisterschaften – Straßenrennen

2025
- Asienmeisterschaften – Straßenrennen